# Doggerel
Le doggerel ou doggrel est une poésie au rythme et aux rimes irréguliers, souvent délibérément conçue pour un effet burlesque ou comique. Il peut également désigner des vers au rythme monotone, aux rimes faciles et au sens vulgaire ou trivial.
Le mot est dérivé du moyen anglais dogerel, probablement un dérivé de dog. En anglais, il est utilisé comme adjectif depuis le XIVe siècle et comme nom depuis au moins 1630.
Apparaissant depuis l'Antiquité dans les littératures de nombreuses cultures, le doggerel est caractéristique des comptines et des chansons pour enfants.

## Exemples
Le poète écossais William McGonagall (1825–1902) est devenu célèbre pour son dogerel, dont beaucoup se souviennent avec affection malgré ses apparents défauts techniques, comme dans son poème « The Tay Bridge Disaster (en) » :

« Oh! Ill-fated bridge of the silv'ry Tay,

I now must conclude my lay

By telling the world fearlessly without the least dismay,

That your central girders would not have given way, 

At least many sensible men do say, 

Had they been supported on each side with buttresses, 

At least many sensible men confesses, 

For the stronger we our houses do build, 

The less chance we have of being killed. »

Les paroles de hip-hop ont également exploré les possibilités artistiques du doggerel.
Le Conte de Sire Topaze de Geoffrey Chaucer est écrit selon ce format. Il irrite tellement l'Hôte du Tabard qu'il l'interrompt et lui fait raconter une autre histoire.